# Submarine (Baseball)

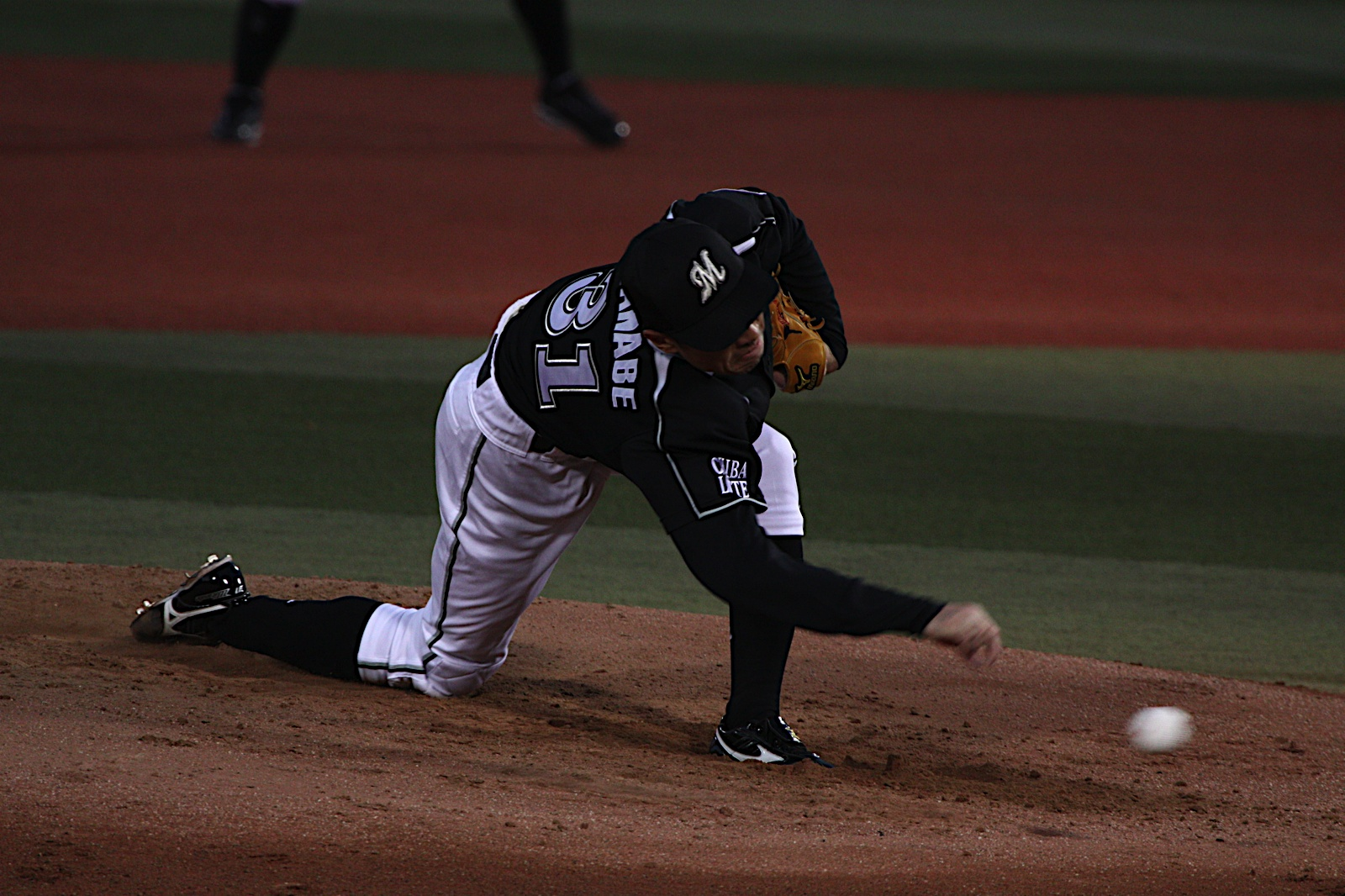
Ein Pitcher wirft einen Submarine.

Ein Submarine (dt.: Unterwasserwurf) bezeichnet im Baseball eine bestimmte Wurftechnik des Pitchers. Hierbei wird der Ball in einer stark gebückten Haltung beschleunigt und als Unterhandwurf so knapp über dem Boden losgelassen, dass die Flugbahn des Balles scheinbar „unter Wasser“ (d. h. „unterhalb“ der Grasnarbe) beginnt.
Ein Submarine gilt als ungewöhnlicher Wurf, da der Ball entgegen der natürlichen Körperbewegung nicht oberhalb, sondern unterhalb der Schulter losgelassen wird. Im Gegensatz zu einem Überhandwurf, der einen Rückwärtsdrall hat, verfügt er über einen Vorwärtsdrall, und aufgrund der starken Seitarmbewegung besitzt er einen zusätzlichen Seiteneffet. Daher haben Submarine-Pitcher gegen Batter gleicher Händigkeit einen Vorteil. Wirft z. B. ein rechtshändiger Submarine-Pitcher auf einen rechtshändigen Batter, so fliegt der Ball aus Sicht des Batters auf den Griff des Baseballschlägers: der Sweet Spot, der sich am Ende des Baseballschlägers befindet, wird vermieden. Bei entgegengesetzter Händigkeit ist der Batter hingegen im Vorteil.
Da ein Submarine relativ langsam geworfen wird (ca. 85 mph), führt er zu wenigen Strikeouts, dafür schlägt der Batter den Ball oft in den Boden, und der Arm des Pitchers ermüdet langsamer.
In der Frühzeit des professionellen Baseballs wurden viele Würfe als Submarines ausgeführt, z. B. von Cy Young oder Mordecai Brown. Nachdem 1893 die Distanz zwischen Pitcher und Batter von 50 auf 60,5 Fuß vergrößert und die Pitcher während der gesamten Wurfbewegung Bodenkontakt halten mussten, setzten sich allmählich die modernen Überhandwürfe durch.
Submarines bezeichnen generell alle Würfe, bei denen der Ball sehr tief losgelassen wird. Ob hiermit ein schneller Fastball, ein gekrümmter Curveball, ein absichtlich langsamer Changeup o. ä. verwendet wird, bleibt dem Pitcher überlassen.